# Ordenação estável
Um algoritmo de ordenação diz-se estável se preserva a ordem de registros de chaves iguais. Isto é, se tais registros aparecem na sequência ordenada na mesma ordem em que estão na sequência inicial. 
Esta propriedade é útil apenas quando há dados associados às chaves de ordenação.

## Exemplo
Por exemplo, um algoritmo estável ordenando a sequência de números (chaves) com letras associadas (registros):
```
3[a], 2[b], 2[c], 1[d]
```

obrigatoriamente retornará:
```
1[d], 2[b], 2[c], 3[a]
```

enquanto algoritmos não estáveis sujeitam os elementos associados aos objetos a serem ordenados a mudanças:
```
1[d], 2[c], 2[b], 3[a]
```

## Implementação
Certos algoritmos são estáveis a partir de sua concepção original, como o Counting sort ou o Merge sort. Porém, é possível implementar estabilidade artificialmente em certos algoritmos. Por exemplo, numa comparação de dois objetos de mesmo valor pode-se aplicar uma comparação adicional para verificar se a ordem original dos registros associados foi mantida. Nesse caso, a implementação de estabilidade requer um custo adicional de eficiência.

### Algoritmos estáveis
Alguns algoritmos de ordenação estáveis:
- Bubble sort
- Cocktail sort
- Insertion sort
- Merge sort
- Bucket sort
- Counting Sort[2]

### Algoritmos não estáveis
Alguns algoritmos de ordenação não estável:
- Selection Sort (Depende do algoritmo)
- Quicksort
- Heap Sort
- Shellsort